# Blacktape
Blacktape ist eine deutsche Mockumentary von Sékou Neblett aus dem Jahr 2015. In dem Film gehen die Protagonisten Marcus Staiger, Falk Schacht, Neffi Temur und der Regisseur selbst auf die Suche nach dem fiktiven Rapper „Tigon“.

## Handlung
Im heute üblichen Dokumentarfilmstil werden während der Handlung immer wieder kurze Interviewsequenzen mit den Protagonisten der alten und neuen Schule dazwischen geschnitten. Außerdem wird auf Archivmaterial zurückgegriffen.
Sékou Neblett, selbst als Rapper unter anderem bei Freundeskreis und Brothers Keeper aktiv, will als Erstlingswerk eine Filmdokumentation über die deutsche Hip-Hop-Szene von Anfang bis zur heutigen Zeit drehen. Nachdem er bereits einige Interviews mit unter anderem Fünf Sterne Deluxe, Marteria und den Stieber Twins im Kasten hat, führt ihn Falk Schacht zu Marcus Staiger, ehemaliger Labelchef des Undergroundlabels Royal Bunker, der heute als Gebäudekletterer arbeitet.
Dieser ist erstaunt, hat er doch heute ein schwarzes Tape erhalten, auf dem sich Aufnahmen des obskuren Heidelberger Rappers Tigon befinden. Der Song R-E-V-olution begeistert die beiden Hip-Hop-Hörer. Dieser soll in den Campbell Barracks 1986 für einen Zwischenfall gesorgt haben soll, bei dem ein GI ums Leben gekommen sein soll. Gleichzeitig erhält er eine Facebook-Nachricht. Nachdem er zunächst das ganze für einen schlechten Scherz von Falk hält, begeben sich die drei auf Spurensuche.
Die erste Spur führt nach Heidelberg. Doch nachdem sich dort alle Spuren im Sand verlaufen, will Staiger wieder aufhören. So bringt Falk Staigers alten Erzfeind, den Label-A&R Neffi Temur von Universal Music ins Spiel und schon entwickelt sich ein spielerischer Wettstreit zwischen den beiden.
Über einen alten Graffitikünstler kommen sie weiter auf Tigons Spur und treffen sogar einen alten Kommissar, der sich noch gut an Tigon und die Jagd nach ihm erinnern kann. Er präsentiert den beiden alte Tags von Tigon, die ein weiteres Puzzlestück darstellen. Doch die nächtliche Jagd durch die Heidelberger Industriegebiete wird Falk zu viel und er steigt aus dem Projekt aus.
Staiger und Sékou reisen nach Wien, denn Staiger hat den Verdacht, dass es sich bei Tigon in Wahrheit um Torch handelt, der dort gerade einen Auftritt hat. Doch Staiger wird von der Security hinausgeworfen. Zurück im Hotel müssen sie feststellen, dass das Tape weg ist, genauso wie Staigers Laptop mit allen Recherchen. Das Projekt ist gestorben und alle kehren nach Hause zurück.
Doch ein paar Tage später meldet sich Neffi. Ihm wurde ein Paket mit Staigers gestohlenem Besitz nebst einem weiteren Hinweis zugestellt. Mit etwas Überredungskunst gelingt es Neffi Staiger zu überzeugen, aus Tigons Geschichte ein Buch und eine CD zu machen. Staiger soll schließlich dafür sorgen, dass Tigon einen Auftritt macht.
Doch Neffi hält sich nicht an seine Versprechen und versucht das Projekt bereits auf dem Splash zu vermarkten. Nach dem Splash meldet sich Staiger bei Neffi und erklärt alle vorher getroffenen Absprachen für nichtig. Doch Neffi soll schon von der Polizei befragt werden, die ihn über den toten GI befragen will. Staiger versucht Tigon zu warnen, doch dieser ist schon längst wieder abgetaucht. Am Ende bleibt ein kleines Clubfestival, bei dem Legenden wie Afrob, Samy Deluxe und Megaloh den Rapper verkörpern. Im Publikum ist auch Falk Schacht.

## Hintergrund
Reza Bahar produzierte den Film in Zusammenarbeit mit Das kleine Fernsehspiel von ZDF. Der Film wurde gefördert von der MFG Filmförderung Baden-Württemberg, dem DFFF sowie dem Medienboard Berlin-Brandenburg.
Der Film versucht über die Jagd nach einer fiktiven Figur Wahrheiten über die Hip-Hop-Szene aufzubereiten. Zum Stil des Films gehört die Spontaneität. Daher wurden die beiden Protagonisten Falk Schacht und Marcus Staiger erst am Vorabend informiert, was und wo am nächsten Tag gedreht wurde. Die Dialoge entstanden spontan und wurden vor laufender Kamera improvisiert. Die Dreharbeiten fanden zwischen Ende Juni 2014 und April 2015 an den Originalschauplätzen statt. Der Hauptdreh erfolgte im Juni und Juli 2014. Insgesamt wurden 150 Stunden Filmmaterial gedreht, die letztlich auf 88 Minuten gekürzt werden mussten. Das Archivmaterial wurde zum einen von Michael Konstable (UFA) zusammengetragen, stammte aber auch von YouTube.
Der Kinostart erfolgte am 3. Dezember 2015. Eine DVD-Veröffentlichung des Films erschien am 1. Juli 2016 über das Independentlabel Indigo.

## Kritiken
Der Film erhielt sowohl positive als auch negative Rezensionen. Hervorgehoben wurde der interessante Ansatz, der zuweilen an Fraktus erinnere. Dagegen fühlten sich viele Rezensenten überfordert, insbesondere die, die wenig Vorwissen über die Anfänge der deutschen Hip-Hop-Szene mitbrachten.
Nadine Lange rezensierte den Film für den Tagesspiegel und kam zu folgendem Schluss:

„So unterhaltsam „Blacktape“ geraten ist, der Film ist vor allem etwas für intime Szenekenner. Alle anderen gedulden sich besser, bis jemand doch mal eine echte Doku über die Geschichte des deutschen Hip-Hop dreht.“

Auf Kino-Zeit lobte Joachim Kurz den Film und bezeichnete ihn als eine deutsche Version des Sex-Pistols-Film The Great Rock ’n’ Roll Swindle:

„Blacktape hat durchaus das Zeug dazu, als The Great Rock’n’Roll Swindle für den deutschen HipHop den ironischen Grundstein für eine Aufarbeitung des Pop-Phänomens zu legen – nicht als minutiöse historische Faktenhuberei, sondern als Mockumentary mit enormem Spannungspotenzial, die viel über die Brüche und Grabenkämpfe, die Feindschaften und gemeinsamen Wurzeln und nicht zuletzt auch über die Querverbindungen von Popkultur, Zeitgeist und -geschichte sowie den Mechanismen des Musikmarktes erzählt.“

Im Gegensatz dazu schrieb Falk Straub auf der gleichen Seite eine eher negative Kritik. Er bezeichnete den Film als „halbgaren Krimi, der allzu schnell an Drive verliert, zu viele lose Enden lässt und es riskiert, Szeneunkundige verwirrt zurückzulassen. Vor allem letztere werden statt im Takt zu nicken am Ende ungläubig den Kopf schütteln.“
Positiv fiel die Rezension von Ulrich Sonnenschein für epd film aus:

„Insofern ist Sékou Nebletts Film sowohl von hohem Informationswert als auch ein gelungener Unterhaltungsfilm, der auf verschmitzte Weise auch verwirrt. Denn immer wieder tauchen in dieser fiktiven Suche wahre Fundstücke auf, mit denen man dann umgehen muss. Doch gerade dadurch, dass Wahrheit im Absurden versteckt wird, wird die Bedeutung des Hip-Hop für die deutsche Popkultur besonders deutlich.“